# ستيوارت موس
ستيوارت موس (بالإنجليزية: Stewart Moss)‏ هو كاتب سيناريو وممثل أمريكي، ولد في 27 نوفمبر 1937 في شيكاغو في الولايات المتحدة، وتوفي في 13 سبتمبر 2017.

## وصلات خارجية
- الموقع الرسمي
- ستيوارت موس على موقع IMDb (الإنجليزية)
- ستيوارت موس على موقع قاعدة بيانات برودواي على الإنترنت (الإنجليزية)
- ستيوارت موس على موقع قاعدة بيانات الفيلم (الإنجليزية)